# ستاره تاریک (فیلم ۱۹۱۹)
ستاره تاریک (انگلیسی: The Dark Star) یک فیلم به کارگردانی آلن دوان است که در سال ۱۹۱۹ منتشر شد. از بازیگران آن می‌توان به ماریون دیویس اشاره کرد.